# Тома Митов
Тома Митов Марков е български революционер, деец на Вътрешната македоно-одринска революционна организация в Петричко.

## Биография
Митов е роден в 1882 година в град Петрич, тогава в Османската империя, днес в България. Учи в Петрич и в българскаото педагогическо училище в Сяр, което не завършва. В 1899 година става учител в Петричкото класно училище. В 1900 година влиза във ВМОРО, а от 1904 година е член на революционния комитет в Петрич. Къщата му в Петрич е убежище на местния войвода Мануш Георгиев.
На 6 февруари 1908 година е делегат на околийската конференция на ВМОРО в Долна Рибница. Загива заедно с Мануш войвода в сражение с турски войски на следния ден.
Името „Тома Митов“ носи улица в центъра на Петрич.